# Nectria (grzyby)
Nectria (Fr.) Fr.   (gruzełek) – rodzaj grzybów z rodziny gruzełkowatych (Nectriaceae).

## Charakterystyka
Pasożyty i saprotrofy nadrzewne. Tworzą stadium konidialne oraz stadium doskonałe. Worki tworzą się w otoczniach

## Systematyka i nazewnictwo
Pozycja w klasyfikacji według Index Fungorum: Nectriaceae, Hypocreales, Hypocreomycetidae, Sordariomycetes, Pezizomycotina, Ascomycota, Fungi.
Synonimy: Allantonectria Earle, Aponectria (Sacc.) Sacc., Chilonectria Sacc., Creonectria Seaver, Eolichen Zukal, Eolichenomyces Cif. & Tomas., Ephedrosphaera Dumort., Hypocrea sect. Nectria Fr., Knyaria Kuntze, Megalonectria Speg., Nectria subgen. Aponectria Sacc., Ollula Lév., Rhodothrix Vain., Scoleconectria Seaver, Sphaerostilbe Tul. & C. Tul., Stilbonectria P. Karst., Stromateria Corda, Styloletendraea Weese, Tubercularia Tode.

## Gatunki występujące w Polsce
- Nectria charticola (Fuckel) Sacc. 1878[4]
- Nectria chlorella (Fr.) Tul. & C. Tul. 1865[4]
- Nectria cinnabarina (Tode) Fr. 1849 – gruzełek cynobrowy
- Nectria flava Bonord. 1864[4]
- Nectria fuckelii Sacc. 1878[4]
- Nectria inventa Pethybr. 1919
- Nectria magnusiana Rehm 1878
- Nectria modesta Höhn. 1907
- Nectria pandani Tul. & C. Tul. 1865
- Nectria peziza (Tode) Fr. 1849
- Nectria sanguinea Fr. 1849
- Nectria tuberculariformis (Rehm) G. Winter 1888

Nazwy naukowe na podstawie Index Fungorum. Wykaz gatunków według checklist. Nazwa polska według B. Gumińskiej i W. Wojewody.